# Fireball Ministry
Fireball Ministry är ett band som spelar klassisk hårdrock med influenser av stonerrock och southern rock. De har ett tungt och melodiskt sound. Bandet har tidigare haft en uppsättning med två manliga och två kvinnliga medlemmar, men sedan 2004 är grundande medlemmen Emily Burton enda kvinna i bandet.

## Medlemmar
Nuvarande melemmar
- James A. Rota II – gitarr, sång (1999– )
- Emily J. Burton – gitarr (1999– )
- John Oreshnick – trummor (1999– )
- Scott Reeder – basgitarr (2014– )

Tidigare medlemmar
- Helen Storer – basgitarr (1999–2001)
- Brad Davis – basgitarr (2001–2002)
- Janis Tanaka – basgitarr (2002–2004)
- Johny Chow – basgitarr (2004–2014)
- Yael – trummor (2006)
- Brad Prescott – mandolin (2016)

## Diskografi
Studioalbum
- 1999 – Où Est la Rock?
- 2003 – The Second Great Awakening
- 2005 – Their Rock Is Not Our Rock
- 2010 – Fireball Ministry
- 2017 – Remember the Story

EP
- 2001 – FMEP

Singlar
- 2003 – "The Second Great Awakening" ("Flatline / Rollin' On")